# Ára
Ára és un grup de música sami-suec amb Simon Marainen com a veu principal i lletrista, que combina música moderna, joik tradicional i cançó en sami del nord. Ha fet concerts principalment a Suècia i Noruega però també fora dels països escandinaus.
Ára es va crear el 2009. El 2010 va publicar el primer àlbum O, en que col·laborava Sofia Jannok interpretant un poema musicat de Nils Aslak Valkeapää. Al disc es combinava el joik amb el jazz, el reagga i el pop alternatiu. El segon disc Vuoste Virdái (contracorrents) es va llençar el 2014, i tenia sonoritats més pop. Es va concebre com un homenatge a la cultura sami i a la generació dels samis que la van transmetre als fills. El 2017 el grup va publicar l'àlbum Girkásit (més tranquil) que tenia un estil musical més semblant al del primer àlbum. Segons Simon Marainen aquest àlbum, dedicat als seus dos germans que es van suïcidar, era el resultat del procés de recuperació del dol.

## Integrants
- Simon Issát Marainen - joik i veu
- Axel Olle Sigurd Andersson - guitarra i teclats
- Frida Johansson - teclats, violí i veu
- Johan Asplund - trompeta, fliscorn i veu -
- Daniel Wejdin - contrabaix
- Christian Augustin - percussió i clarinet

## Discografia
- 2010 O
- 2014 Vuoste Virdái
- 2017 Girkásit